# Pundamilia macrocephala
Pundamilia macrocephala és una espècie de peix de la família dels cíclids i de l'ordre dels perciformes.

## Morfologia
- Els mascles poden assolir 10,6 cm de longitud total.
- Nombre de vèrtebres: 27-30.[1]

## Alimentació
Menja larves d'insectes, ostracodes, plàncton, detritus, esponges de mar i caragols.

## Hàbitat
Viu en zones de clima tropical.

## Distribució geogràfica
Es troba a Àfrica: golfs Mwanza i Speke (llac Victòria, Tanzània).

## Estat de conservació
Es troba en perill d'extinció a causa de la introducció de la perca del Nil (Lates niloticus) i la pesca il·legal.